# 米拉蒙-桑萨克
米拉蒙-桑萨克（法語：Miramont-Sensacq，法語發音：[miʁamɔ̃ sɑ̃sak]）是法国朗德省的一个市镇，属于蒙德马桑区。该市镇于1844年由原市镇米拉蒙（Miramont）和桑萨克（Sensacq）合并而成。

## 地理
米拉蒙-桑萨克（43°35'41"N, 0°19'38"W）面积25.32 平方千米，位于法国新阿基坦大区朗德省，该省份为法国西南部沿海省份，是法國本土面积第二大的省，北起吉倫特省，西临大西洋，南至大西洋比利牛斯省，东临热尔省，东北与洛特-加龍省接壤。
与米拉蒙-桑萨克接壤的市镇（或旧市镇、城区）包括：克莱德、拉特里耶、洛雷、莫里、潘博、圣阿涅特、萨龙、索尔贝特、加尔兰。

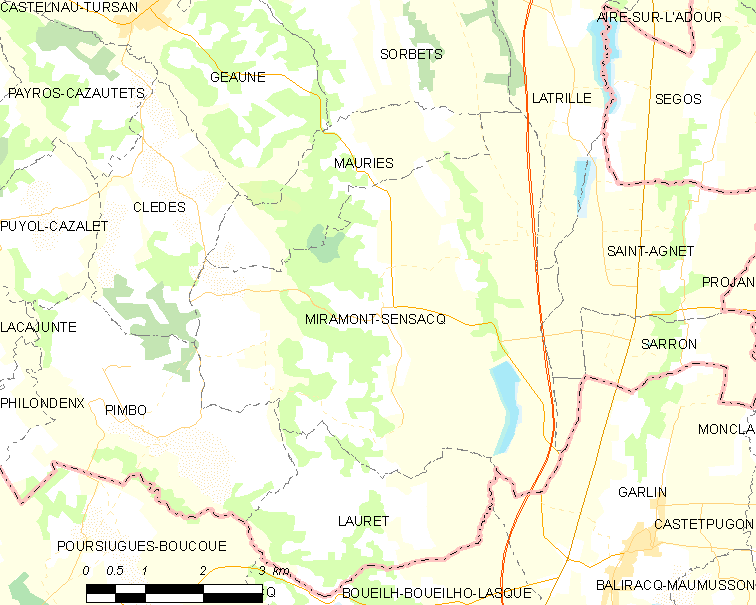
米拉蒙-桑萨克的OSM定位图

米拉蒙-桑萨克的时区为UTC+01:00、UTC+02:00（夏令时）。

## 行政
米拉蒙-桑萨克的邮政编码为40320，INSEE市镇编码为40185。

## 政治
米拉蒙-桑萨克所属的省级选区为沙洛斯-蒂尔桑县。

## 人口

1962-2008年间米拉蒙-桑萨克人口变化图示

米拉蒙-桑萨克于2022年1月1日时的人口数量为346人。